# Volta Tour
El Volta Tour es una gira de conciertos realizada por la cantante islandesa Björk como promoción a su disco Volta. Björk visitó Europa, Asia, Oceanía, Norteamérica y Latinoamérica en su gira entre 2007 y 2008.

## Canciones Interpretadas en el Tour
Lista de canciones interpretada por Björk en el Tour según el 
álbum al que pertenecen
álbum Debut:
- Venus as a Boy
- Anchor Song
- Aeroplane
- Síðasta Ég (B-Side)
- Human Behaviour
- Come to Me

álbum Post:
- Army of Me
- Cover Me
- Hyper-Ballad
- I Miss You

álbum Homogenic:
- Hunter
- Jóga
- Bachelorette
- Immature
- Pluto
- All Is Full of Love
- Unravel
- 5 Years

álbum Vespertine:
- Aurora
- Pagan Poetry
- Unison
- Cocoon
- It's Not Up To You
- Mother Heroic (B-Side)
- Hidden Place

álbum Medulla:
- Oceania
- Pleasure Is All Mine
- Vökuró
- Where Is the Line
- Desired Constellation
- Who is It
- Triumph of a Heart

álbum Volta:
- Earth Intruders
- Wanderlust
- Dull Flame of Desire
- Innocence
- Declare Independence
- I See Who You Are
- Hope

también:
- Brennið Þið Vitar (Canción islandesa tradicional)

## Setlist Modelo
Setlist llevado a cabo el 11 de noviembre de 2007 en Santiago-Chile

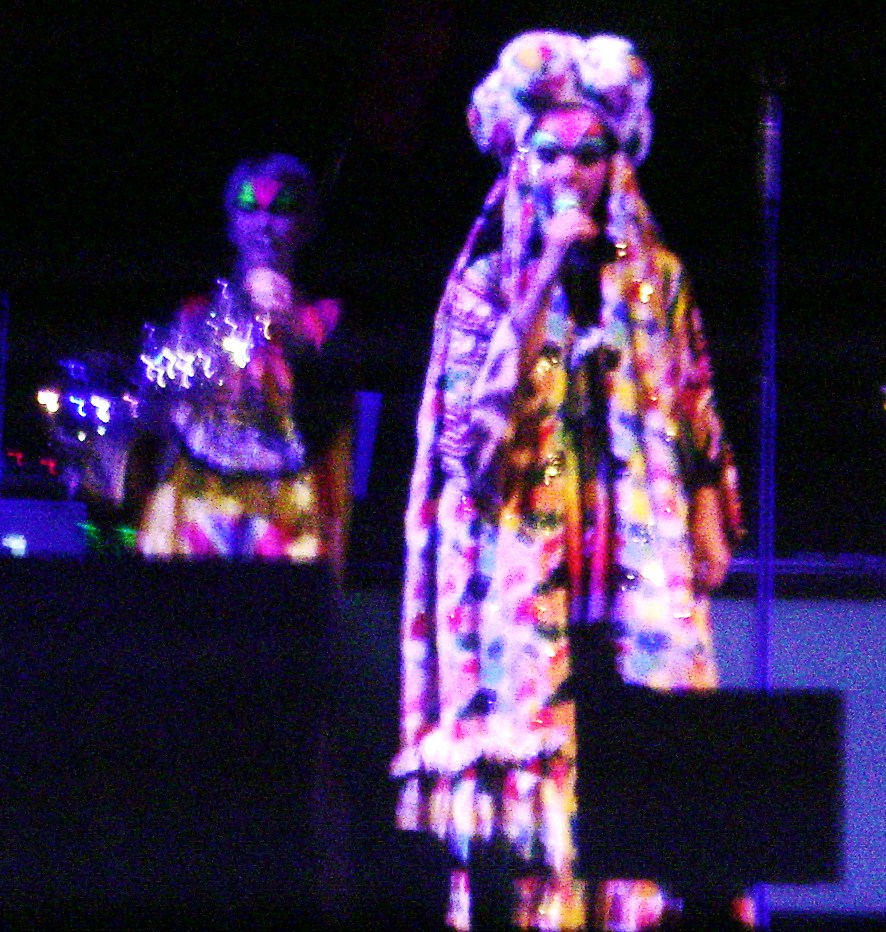
Bjork en Jalisco.

- 01. Intro - Brennið Þið Vitar
- 02. Anchor Song
- 03. Unravel
- 04. Hunter
- 05. The Pleasure Is All Mine
- 06. Come To Me
- 07. Jóga
- 08. Who Is It
- 09. Desired Constellation
- 10. Earth Intruders
- 11. Army Of Me
- 12. Innocence
- 13. I Miss You
- 14. Bachelorette
- 15. Five Years
- 16. Wanderlust
- 17. Hyperballad
- 18. Pluto

encore
- 19. Declare Independence

Setlist llevado a Cabo el 13 de noviembre de 2007 en Lima-Perú
- 01. Intro - Brennið Þið Vitar
- 02. Earth Intruders
- 03. Hunter
- 04. Cocoon
- 05. The Pleasure Is All Mine
- 06. Jóga
- 07. Who Is It
- 08. Desired Constellation
- 09. Army Of Me
- 10. Innocence
- 11. Bachelorette
- 12. I Miss You
- 13. Five Years
- 14. Unravel
- 15. Wanderlust
- 16. Hyperballad
- 17. Pluto

encore
- 18. Anchor Song
- 19. Declare Independence

Hay una pequeña diferencia como se puede ver en la comparación entre los 2 conciertos en Santiago y Lima, así de ciudad en ciudad la lista de canciones variaba.
Setlist llevado a cabo el 8 de diciembre de 2007 en Jalisco, México
- 01. Intro - Brennið Þið Vitar
- 02. The Anchor Song
- 03. Immature
- 04. Aurora
- 05. All Is Full Of Love
- 06. Earth Intruders
- 07. Who Is It?
- 08. Hunter
- 09. The Pleasure Is All Mine
- 10. Pagan Poetry
- 11. Desired Constellation
- 12. Army of Me
- 13. Innocence
- 14. Wanderlust
- 15. Mother Heroic
- 16. Hyperballad
- 17. Pluto

encore
- 18. Declare Independance

## Teloneros
- Hot Chip
- Konono N.º 1
- Spank Rock
- Ghostigital
- Joanna Newsom
- M.I.A.
- Klaxons
- Santogold

## Fechas del Tour

### Abril de 2007
- 01 Islandia | Reikiavik  | Club NASA
- 09 Islandia | Reykjavik | Laugardalshöll
- 21 EE. UU. | New York | NBC: Saturday Night Live
- 27 USA | Indio | Coachella Festival

### Mayo de 2007
- 02 USA | New York | Radio City Music Hall details
- 05 USA | New York | United Palace Theater details
- 08 USA | New York | Apollo Theater details
- 12 USA | Chicago | Auditorium Theatre
- 15 USA | Denver | Red Rocks Amphitheatre
- 19 USA | San Francisco | Shoreline Amphitheatre
- 23 Canadá | Vancouver | Deer Lake Park
- 26 USA | George | Sasquatch Festival

### Junio de 2007
- 08 UK | Londres | BBC2: Later... with Jools Holland
- 22 UK | Glastonbury | Glastonbury Festival
- 28 Bélgica | Lovaina | Rock Werchter

### Julio de 2007
- 01 Polonia | Gdynia | Open'er Festival details
- 05 Dinamarca | Roskilde | Roskilde Festival
- 08 Holanda | Ámsterdam | Cultuurpark Westergasfabriek
- 13 España | Bilbao | Esplanada del Museo Guggenheim
- 15 España | Segovia Palacio Real de La Granja de San Ildefonso
- 18 España | Madrid | Plaza de Toros de Las Ventas
- 21 Italia | Udine | Villa Manin NoBorders Festival
- 25 Suiza | Nyon | Paleo Festival

### Agosto de 2007
- 21 Francia | Nîmes | Arènes de Nîmes details
- 23 Francia | Nîmes | Arènes de Nîmes details
- 26 Francia | París | Rock en Seine details
- 31 Irlanda | Stradbally | Electric Picnic

### Septiembre de 2007
- 02 Escocia | Argyll | Connect Festival
- 08 Canadá | Toronto | Virgin Festival
- 11 USA | Detroit | Fox Theatre
- 14 USA | Austin | Austin City Limits Festival
- 17 USA | Atlanta | Fox Theatre
- 21 Canadá | Montreal | Quays of the Old Port
- 24 USA | New York | Madison Square Garden
- 27 USA | New York | NBC: Late Night With Conan O'Brien

### Octubre de 2007
- 26 Brasil | Río de Janeiro | TIM Festival - Marina da Glória
- 28 Brasil | São Paulo | TIM Festival
- 31 Brasil | Curitiba | TIM Festival

### Noviembre de 2007
- 04 Argentina | Buenos Aires | Teatro Gran Rex
- 07 Argentina | Buenos Aires | Teatro Gran Rex
- 10 Chile | Santiago | Estadio San Carlos de Apoquindo
- 13 Perú | Lima| Vértice del Museo de la Nación
- 17 Colombia | Bogotá | Palacio de los Deportes

### Diciembre de 2007
- 08 México | Zapotlanejo | El Aguacate
- 12 USA | Los Ángeles | Nokia Theatre
- 15 USA | Las Vegas | Pearl Concert Theatre - Palms Casino Resort

### Enero de 2008
- 18 Nueva Zelanda | Auckland | Big Day Out festival - Mt. Smart Stadium
- 20 Australia | Gold Coast | Big Day Out festival - Parklands
- 23 Australia | Sídney | Sídney Festival - Sídney Opera House Forecourt
- 25 Australia | Sídney | Big Day Out festival - Sídney Showground
- 28 Australia | Melbourne | Big Day Out festival - Flemington Racecourse

### Febrero de 2008
- 01 Australia | Adelaida | Big Day Out festival - Adelaide Showground
- 03 Australia | Perth | Big Day Out festival - Claremont Showground
- 12 Indonesia | Yakarta | Tennis Indoor Senayan - Jakarta Praise Community Church
- 16 Corea | Seúl | Olympic Hall - Olympic Park
- 19 Japón | Tokio | Nippon Budōkan
- 22 Japón | Tokio | Nippon Budokan
- 25 Japón | Osaka | Osaka Castle Hall
- 28 China | Hong Kong | Hong Kong Asiaworld Arena

### Marzo de 2008
- 02 China | Shanghái | Shanghai Changning Arena

### Abril de 2008
- 11 UK | Mánchester | Apollo
- 14 UK | Londres | Hammersmith Apollo
- 17 UK | Londres | Hammersmith Apollo
- 20 UK | Londres | Hammersmith Apollo
- 22 UK | Plymouth | Plymouth Pavilions
- 25 UK | Wolverhampton | Civic Hall
- 28 UK | Belfast | Waterfront

### Mayo de 2008
- 01 UK | Blackpool | Empress Ballroom
- 04 UK | Sheffield | City Hall